# Come Back Alive
Come Back Alive (Oekraïens: Повернись живим, geromaniseerd: Povernys zjyvym) is een Oekraïense niet-gouvernementele organisatie die is ontstaan om het Oekraïense leger te ondersteunen tijdens de oorlog in Donbas op basis van crowdfunding, en zette deze activiteit verder tijdens de Russische invasie van Oekraïne in 2022. Het is een van de grootste organisaties die op dit gebied werkzaam zijn, gespecialiseerd in technische ondersteuning, met name in thermografische camera's en nachtkijkers. Daarnaast ondersteunt de organisatie opleidings-, medische, psychologische en andere projecten. Het is sinds 2019 mede-organisator van de Invictus Games in Oekraïne.